# پایگاه هوایی دنیلو اتینزا
پایگاه هوایی دنیلو اتینزا (به انگلیسی: Danilo Atienza Air Base) یک فرودگاه نظامی است . این فرودگاه در کشور فیلیپین قرار دارد .